# Lotus Island
Lotus Island — концептуальный альбом экспериментального проекта Уэса Борланда Black Light Burns, позиционируемый как альтернативный саундтрек психоделического сюра Алехандро Ходоровски «Святая гора». Бо́льшей частью записан и полностью смикширован лично Борландом в течение полугода после выпуска альбома The Moment You Realize You’re Going to Fall. Вырос из идеи, предложенной менеджером группы: перезаписать трек «It Rapes All In It’s Path», ранее вошедший в саундтрек фильма «Другой мир: Пробуждение» в версии бывшего гитариста Black Light Burns Дэнни Лонера, и построить вокруг него как минимум четырёхпесенный мини-альбом. Эти четыре трека в конечном итоге обросли семью инструментальными композициями, вдохновлёнными одним из любимых фильмов Борланда, по утверждению которого Lotus Island и первые сорок минут «Святой горы» — до того момента, как цельный фильм начинает распадаться на отдельные истории — абсолютно синхронны; музыкальный материал безупречно подогнан под сцены кино. Последний альбом группы.

## Список композиций
| №   | Название                    | Длительность |
| --- | --------------------------- | ------------ |
| 1.  | «The Alchemist»             | 3:23         |
| 2.  | «The Thief»                 | 2:53         |
| 3.  | «The City»                  | 1:53         |
| 4.  | «It’s Good To Be Gold»      | 4:22         |
| 5.  | «The Opportunists»          | 4:39         |
| 6.  | «The Hate Of My Life»       | 2:56         |
| 7.  | «The Dancers»               | 2:27         |
| 8.  | «It Rapes All In It’s Path» | 5:56         |
| 9.  | «The Parasite»              | 2:20         |
| 10. | «My Love Is Coming For You» | 4:08         |
| 11. | «The Master»                | 5:25         |